# 莫利諾 (密蘇里州)
莫利諾（英語：Molino）是位於美國密蘇里州奧德雷恩縣的非建制地區。

## 歷史
莫利諾的郵局於1882年設立，其後於1957年停運。

## 地理
莫利諾所處的海拔為高於海平面224米（即735英呎），而該地所採用的時區為UTC-6，即北美中部時區（CST）。同時該地設有夏令時間，為UTC-6調快一小時，即UTC-5（CDT）。